# J.C. Kannemeyer
Prof. John Christoffel Kannemeyer (Robertson, 31 maart 1939 - Stellenbosch, 25 december 2011) was een academische, literaire figuur en schrijver. Hij is vooral bekend door de biografieën die hij heeft geschreven, waaronder de levensverhalen van D.J. Opperman, C.J. Langenhoven, C. Louis Leipoldt, Jan Rabie en Uys Krige. Enkele dagen voor zijn dood publiceerde hij zijn biografie over Nobelprijswinnaar J.M. Coetzee.

## Leven
Kannemeyers ouders hadden geen academische opleiding. Hij werd geboren als jongste van twee broers. In 1957, na zijn studie, begon hij te studeren aan de Universiteit van Stellenbosch, die hij in 1959 afrondde met een Bachelor of Arts in Afrikaans en Nederlands, evenals filosofie. Hij behaalde een Bachelor of Arts Honours in 1960 en een Master's degree in 1962. In 1964 promoveerde hij bij literatuurwetenschapper D.J. Opperman. Zijn proefschrift is getiteld Die stem in die literêre kunswerk. Hij ondernam verschillende reizen naar Europa en werkte vanaf 1962 als docent, eerst aan de Universiteit van Kaapstad. In 1963 trouwde hij met Beatrix Marianne Boer uit Nederland. In 1969 werd hij hoofddocent aan de Randse Afrikaanse Universiteit. In 1973 trouwde hij met Estelle Strijdom, dochter van oud-premier Johannes Gerhardus Strijdom. Het huwelijk duurde slechts een paar maanden. In 1974 trouwde Kannemeyer opnieuw. 
In 1975 werd Kannemeyer wederom hoogleraar aan de Universiteit van Stellenbosch, waar hij Nederlandse studies doceerde. In 1982 werd hij benoemd tot hoogleraar Afrikaans en Nederlands aan de Universiteit van Witwatersrand. In 1984 trouwde hij voor de vierde keer. Hij specialiseerde zich in biografieën van Afrikaanse auteurs. Gedurende deze tijd bekleedde hij verschillende functies aan Zuid-Afrikaanse universiteiten en instituten, bijvoorbeeld bij de Raad vir Geesteswetenskaplige Navorsing in Pretoria van 1987 tot 1992, en opnieuw aan de Universiteit van Stellenbosch. 
Zijn laatste jaren bracht hij door in een bejaardentehuis in Stellenbosch. 
Een paar dagen voor zijn dood voltooide hij zijn biografie van de Zuid-Afrikaanse Nobelprijswinnaar voor literatuur, J.M. Coetzee, die hij in het Engels schreef. Hij stierf aan een beroerte.
Kannemeyer had twee zonen uit zijn eerste huwelijk, van wie Anton Kannemeyer bekend werd als striptekenaar.

## Publicaties

### Samensteller
| Jaar | Titel van publicatie                                                                                     |
| ---- | --- |
| 1968 | Vier eenbedrywe – Uys Krige                                                                              |
| 1977 | Verspreide opstelle – D.J. Opperman                                                                      |
| 1980 | Versamelde gedigte – C. Louis Leipoldt Tussengebied – Etienne Leroux Tussenspel – Etienne Leroux         |
| 1982 | Die koléperas van Kees Konyn                                                                             |
| 1985 | Versamelde gedigte – Uys Krige                                                                           |
| 1988 | Kraaines Die veelsydige Krige                                                                            |
| 1990 | Literêre cuaserie – C. Louis Leipoldt                                                                    |
| 1999 | So blomtuin-vol van kleure – C. Louis Leipoldt Uit die skatkis van die slampamperman – C. Louis Leipoldt |
| 2002 | Uit die skatkis van die goue seun – Uys Krige                                                            |
| 2004 | Ek ken jou goed genoeg... - W.E.G. Louw en N.P. van Wyk Louw Hutspot – Jan Rabie                         |
| 2011 | Briewe van W.E.G en N.P. van Wyk Louw 1941–1970                                                          |

### Redacteur
| Jaar | Titel |
| ---- | --- |
| 1978 | Skanse teen die tyd (samen met E.C. Britz en R.H. Pheiffer)                                                  |
| 1979 | Die galeie van Jorik – D.J. Opperman                                                                         |
| 1981 | 'n Natsteen vir Koos Human (samen met Karel Schoeman)                                                        |
| 1989 | Kritiese aanloop                                                                                             |
| 2000 | Sonklong oor Afrika – D.J. Opperman                                                                          |
| 2002 | Die naamlose muse                                                                                            |
| 2006 | Die volledige versamelde gedigte – Eugène N. Marais (samen met M. Baard, K. Roets, N. Stassen en M. Viviers) |
| 2009 | Briewe van Peter Blum                                                                                        |